# Beaumont-le-Roger
Beaumont-le-Roger je naselje in občina v severnem francoskem departmaju Eure regije Zgornje Normandije. Naselje je leta 2008 imelo 2.942 prebivalcev.

## Geografija
Kraj leži v pokrajini Normandiji ob reki Risle, 31 km severozahodno od Évreuxa.

## Uprava
Beaumont-le-Roger je sedež istoimenskega kantona, v katerega so poleg njegove vključene še občine Barc, Barquet, Beaumontel, Berville-la-Campagne, Bray, Combon, Écardenville-la-Campagne, Fontaine-la-Soret, Goupillières, Grosley-sur-Risle, La Houssaye, Launay, Nassandres, Perriers-la-Campagne, Le Plessis-Sainte-Opportune, Romilly-la-Puthenaye, Rouge-Perriers, Sainte-Opportune-du-Bosc, Thibouville, Tilleul-Dame-Agnès in Le Tilleul-Othon z 11.321 prebivalci.
Kanton Beaumont-le-Roger je sestavni del okrožja Bernay.

## Zanimivosti
- cerkev sv. Nikolaja iz 12. do 17. stoletja,
- ruševine nekdanje opatije sv. Trojice,
- gozd Forêt de Beaumont.

## Pobratena mesta
- Obersulm (Baden-Württemberg, Nemčija),
- Wotton-under-Edge (Anglija, Združeno kraljestvo).